# Уилсон, Джозеф
Джозеф Чемберлен Уилсон (англ. Joseph Chamberlain Wilson, 13 декабря 1909 — 22 ноября 1971) — американский бизнесмен, основатель корпорации Xerox, пионер в области копировальных технологий. Под его руководством Xerox превратилась из небольшой компании в международного лидера офисных технологий.

## Биография

### Ранние годы и образование
Родился 13 декабря 1909 года в Рочестере, штат Нью-Йорк. 
Окончил:
- Университет Рочестера (член братства Delta Kappa Epsilon)
- Гарвардскую школу бизнеса[2]

### Карьера в Xerox
В 1946 году возглавил компанию Haloid Company (позже переименованную в Xerox). Ключевые достижения:
- Коммерциализация технологии ксерографии, изобретенной Честером Карлсоном
- Превращение Xerox в международную корпорацию
- Разработка первого автоматического копировального аппарата Xerox 914 (1959)

### Социальная ответственность
Активно продвигал принципы корпоративной социальной ответственности:
- Инициатор программ по найму афроамериканцев в 1960-х годах
- Поддержка образовательных инициатив в Рочестере
- Участие в президентской комиссии по здравоохранению

## Наследие
В честь Джозефа Уилсона названы:
- Школа имени Джозефа Уилсона в Рочестере
- Wilson Commons и Wilson Boulevard в Университет Рочестера
- Член Junior Achievement U.S. Business Hall of Fame (с 1980)

Фонд Марии и Джозефа Уилсонов продолжает его филантропическую деятельность.

## Личная жизнь
Был женат на Марии Уилсон, имел детей. Семья активно участвовала в благотворительных проектах.

## Публикации
- Личный архив передан в Университет Рочестера (доступен с 2019 года)
- Биография «Joe Wilson and the Creation of Xerox» (Чарльз Эллис, 2006)